# Francesco Sasso

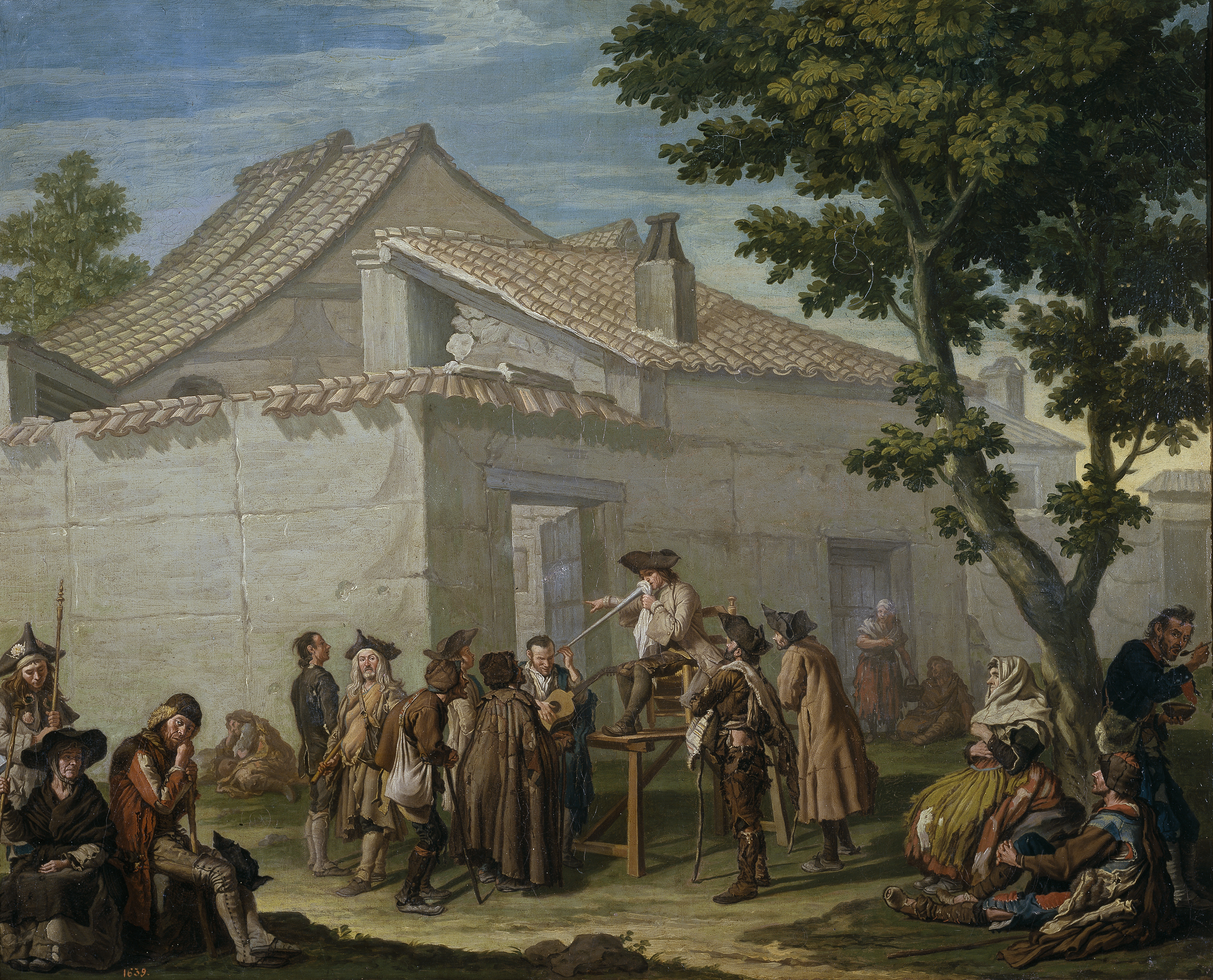
El charlatán de aldea, óleo sobre lienzo, 105 x 126 cm, Madrid, Museo del Prado.

Francesco Sasso (Pieve di Teco, Génova, c. 1720-Madrid, 1776) fue un pintor italiano de estilo rococó  activo en España.
Tras alcanzar plaza de profesor en la Academia de Génova, donde se había formado como pintor, se trasladó a España hacia 1753. En Madrid obtuvo la protección de la reina madre Isabel de Farnesio, que le confió trabajos de decoración en la iglesia colegiata del palacio de La Granja. A la muerte de la reina, en 1766, pasó al servicio del infante don Luis, del que con su suegro, Domenico Maria Sani, había sido profesor de dibujo. También contó con la protección de Corrado Giaquinto, que lo empleó en las copias de los cartones de los tapices del Palacio del Pardo. De su producción, formada por alegorías y motivos religiosos en un impersonal estilo rococó, junto con algunos retratos en miniatura, destacan algunas pinturas de género en la línea de Giacomo Ceruti, de las que se conservan dos ejemplares en el Museo del Prado: Reunión de mendigos y El charlatán de aldea, protagonizadas por grupos de campesinos y mendigos a plena luz. Distinto, pero igualmente cercano a Ceruti, es el Hombre con tricornio o Mendigo, adquirido en 2006 por el Museo del Louvre, figura aislada trabajada con una limitada gama de color y con el acento puesto en la penetrante mirada.